# 中华人民共和国基本医疗卫生与健康促进法
《中华人民共和国基本医疗卫生与健康促进法》是一部中华人民共和国法律，该法律于2019年12月28日在第十三届全国人民代表大会常务委员会通过，并于2020年6月1日起施行。

## 立法缘由
《中华人民共和国基本医疗卫生与健康促进法》的第一条是“为了发展医疗卫生与健康事业，保障公民享有基本医疗卫生服务，提高公民健康水平，推进健康中国建设，根据宪法，制定本法。”

## 实施
《中华人民共和国基本医疗卫生与健康促进法》的最后一条是“本法自2020年6月1日起施行。”